# Muntanya Chipata
La muntanya Chipata és una muntanya de 1.614 metres d'altitud situada a la serralada Kipengere, a la regió central de Malawi. Concretament es troba al districte de Nkhotakota, al nord de la ciutat de Mbobo. Té una prominència de 521 metres.
La muntanya Chipata es troba dins de la reserva de vida salvatge de Nkhotakota i és el cim més alt de la reserva. Es troba a la vora oest del parc. El refugi de vida salvatge es troba a l'extrem occidental del Rift d'Àfrica Oriental, i la muntanya Chipata forma part d'un cinturó nord-sud de turons, muntanyes i cingleres que formen el límit occidental del rift. A l'est hi ha una plana que limita amb el llac Malawi. A l'oest s'hi troba l'altiplà de la Regió Central, també coneguda com la plana de Lilongwe.
El bosc de miombo és la vegetació predominant a la muntanya. El cim de la muntanya és la llar d'un petit tros (44 hectàrees) de selva tropical de muntanya d'altitud mitjana, l'única selva tropical de muntanya entre les muntanyes Viphya al nord, i la muntanya Ntchisi més al sud.
Chipata Camp és un càmping per a visitants al vessant sud-est de la muntanya.